# Gkolfári
Gkolfári är en ort i Grekland.   Den ligger i prefekturen Trikala och regionen Thessalien, i den centrala delen av landet, 260 km nordväst om huvudstaden Aten. Gkolfári ligger 829 meter över havet och antalet invånare är 101.
Terrängen runt Gkolfári är bergig åt nordost, men åt sydväst är den kuperad. Runt Gkolfári är det glesbefolkat, med 13 invånare per kvadratkilometer. Närmaste större samhälle är Athamánio, 5,8 km väster om Gkolfári. Trakten runt Gkolfári består till största delen av jordbruksmark.